# Petro Parowysznikow
Petro Hawryłowycz Parowysznikow (ukr. Петро Гаврилович Паровишніков, ros. Петр Гаврилович Паровышников, Piotr Gawriłowicz Parowysznikow; ur. 4 września?/17 września 1907 w Charkowie, zm. 1981 w Charkowie) – ukraiński piłkarz, grający na pozycji napastnika, trener piłkarski.

## Kariera piłkarska

### Kariera klubowa
W 1924 rozpoczął karierę piłkarską w drużynie Chołodna Hora Charków, skąd w następnym roku przeszedł do Dynama Charków. W 1933 roku został piłkarzem Dynama Kijów, ale w 1934 powrócił do Dynama Charków, w którym występował z przerwami do 1940. W 1936 bronił barw Dynama Kijów, a w 1938 i 1941 Spartaka Charków. W okresie wojennym występował w klubie Krylja Sowietow Mołotow, w którym zakończył karierę piłkarską w 1945.

### Kariera reprezentacyjna
Bronił barw reprezentacji Charkowa (1926-1932, 1934-1935), Kijowa (1933-1934) i Ukraińskiej SRR (1932-1935). W 1935 występował w nieoficjalnych meczach reprezentacji ZSRR. Uczestnik zwycięskich meczów reprezentacji Ukraińskiej SRR z reprezentacją Turcji oraz klubem Red Star Paryż.

## Kariera trenerska
Jeszcze będąc piłkarzem Krylji Sowietow Mołotow pełnił również funkcje trenerskie. Po zakończeniu Wielkiej Wojny Ojczyźnianej powrócił do Charkowa, gdzie razem z Mykołą Krotowym odrodził klub Łokomotyw Charków. W 1947 objął stanowisko głównego trenera Łokomotywa Charków, z którym w 1948 zdobył awans do Pierwszej Grupy. W 1950 opuścił klub, który bez niego spadł do 2.ligi. W 1954 ponownie prowadził Łokomotyw Charków. Potem trenował dzieci w Charkowie i pracował w Instytucie Autodrogowym, trenując studencką drużynę. Zmarł w 1981 w Charkowie w wieku 74 lata.

## Sukcesy i odznaczenia

### Sukcesy klubowe
- mistrz Ukraińskiej SRR: 1934
- wicemistrz ZSRR: 1936 (wiosna)

### Sukcesy trenerskie
- mistrz Pierwszej Ligi ZSRR: 1948